# Mahlendorf (Kreis Heiligenbeil)
Mahlendorf war ein Ort im Kreis Heiligenbeil in Ostpreußen. Seine Ortsstelle befindet sich heute im Stadtkreis Mamonowo in der Oblast Kaliningrad (Gebiet Königsberg (Preußen)) in Russland.

## Geographische Lage
Die Ortsstelle Mahlendorfs liegt im äußersten Südosten der Stadtkreises Mamonowo, neun Kilometer von der Stadt Mamonowo (deutsch Heiligenbeil) entfernt.

## Geschichte
Mahlendorf war ein Ort, der aus ein paar großen und kleinen Höfen bestand. Die Landgemeinde Mahlendorf wurde 1874 in den neu errichteten Amtsbezirk Deutsch Thierau (russisch Iwanzowo) im ostpreußischen Kreis Heiligenbeil eingegliedert. 46 Einwohner zählte Mahlendorf im Jahre 1910.
Am 30. September 1928 gab Mahlendorf seine Eigenständigkeit auf und schloss sich mit den Landgemeinden Gallingen und Rosocken (beide russisch Lipowka) zur neuen Landgemeinde Gallingen zusammen.
Im Jahre 1945 kam Mahlendorf in Kriegsfolge mit dem gesamten nördlichen Ostpreußen zur Sowjetunion. Für eine russische Namensgebung oder auch die Eingliederung in einen Dorfsowjet finden sich keine Belege. Wegen seiner Lage im Grenzgebiet zur polnischen Woiwodschaft Ermland-Masuren (= südlichs Ostpreußen) wird auch keine Besiedlung des Ortes stattgefunden haben. So gilt Mahlendorf bereits in den ersten Nachkriegsjahren als untergegangen. Seine Ortsstelle gehört zum Stadtkreis Mamonowo in der russischen Oblast Kaliningrad.

## Religion
Bis 1945 war Mahlendorf in das Kirchspiel der evangelischen Kirche Deutsch Thierau (russisch Iwanzowo) in der Kirchenprovinz Ostpreußen der Kirche der Altpreußischen Union eingepfarrt.

## Verkehr
Die Ortstelle Mahlendorfs ist wegen ihrer Lage im Grenzbereich schwer erreichbar. Sie liegt an einem Landweg, der Lipowka (Gallingen) mit dem Grenzübergang Mamonowo II/Grzechotki (Heiligenbeil II/Rehfeld) der Straßen  27A-002 (ex R 516) und S 22 verbindet.